# Erizada hyperythrum
Erizada hyperythrum är en fjärilsart som beskrevs av George Francis Hampson 1894. Erizada hyperythrum ingår i släktet Erizada och familjen trågspinnare. Inga underarter finns listade i Catalogue of Life.